# Eumerus longitarsis
Eumerus longitarsis är en tvåvingeart som beskrevs av Peck 1979. Eumerus longitarsis ingår i släktet månblomflugor, och familjen blomflugor. Inga underarter finns listade i Catalogue of Life.